# Chonggye
Chonggye, även känd som Qonggyai, är ett härad (dzong) som lyder under Lhoka i Tibet-regionen i sydvästra Kina.